# Charlotte Hornets
Los Charlotte Hornets (en español, Avispones de Charlotte) son un equipo profesional de baloncesto de los Estados Unidos con sede en Charlotte, Carolina del Norte. Compiten en la División Sureste de la Conferencia Este de la National Basketball Association (NBA) y disputan sus partidos como locales en el Spectrum Center, ubicado en el centro de la ciudad de Charlotte.
Los Hornets originales fueron fundados en 1988 como un equipo de expansión, propiedad del empresario George Shinn. En 2002, Shinn trasladó el equipo a Nueva Orleans, que se convirtió en los New Orleans Hornets. Dos años después, la NBA estableció un nuevo equipo de expansión para Charlotte: los Charlotte Bobcats. En 2013, la franquicia de Luisiana anunció que cambiaría su nombre por el de New Orleans Pelicans,y al mismo tiempo Charlotte comunicó que recuperaría la denominación Hornets, así como la historia de la franquicia entre 1988 y 2002.

## Pabellones
- Charlotte Coliseum (1988-2002, 2004-2005)
- Spectrum Center (2005-presente), también conocido como "Charlotte Bobcats Arena" (2005-2008)

## Historia

### Los Charlotte Hornets originales

#### 1985-87: Nacimiento de la franquicia
En 1985, la NBA anunció los planes para la expansión a cuatro franquicias. George Shinn, empresario de Charlotte, Carolina del Norte, dio a conocer el proyecto para traer un equipo de la NBA a la zona de Charlotte, reuniendo a un grupo de empresarios locales para encabezar la nueva franquicia.
En Charlotte destacaba el baloncesto universitario, con Charlotte 49ers y Davidson Wildcats, y era además una de las ciudades de más rápido crecimiento del país. Antiguamente también contó con Carolina Cougars, equipo de la American Basketball Association desde 1969 hasta 1974.
Sin embargo, algunos críticos todavía dudaban de que Charlotte pudiese mantener una franquicia de la NBA. De hecho, un columnista del periódico Sacramento Bee bromeó diciendo que "la única franquicia que Charlotte va a poder sostener es una con arcos dorados" (en referencia a McDonald's). No obstante, el as en la manga de Shinn era el Charlotte Coliseum, un pabellón en construcción que acogería a 24 000 espectadores, convirtiéndose así en el pabellón con más capacidad en la historia de la NBA. El 5 de abril de 1987, el comisionado de la liga David Stern informó a Shinn que su proyecto se había convertido oficialmente en la 24ª franquicia de la NBA, comenzando a jugar en 1988. Junto a Charlotte fueron concedidas franquicias en Miami (los Heat), en Mineápolis-Saint Paul (los Timberwolves) y en Orlando (los Magic).
Originalmente, el equipo fue bautizado como Charlotte Spirit, pero en un concurso posterior para nombrar a la franquicia resultó victorioso "Hornets" ("Avispones"). El nombre procedia de la resistencia feroz de la ciudad contra la ocupación británica durante la Guerra de independencia de los Estados Unidos, que incitó al gobernador colonial Charles Cornwallis a referirse a ello como "un auténtico nido de avispones". El nombre había sido usado anteriormente por otros equipos deportivos de Charlotte; equipos de las ligas menores de béisbol se llamaron Hornets desde 1901 hasta 1972, otro conjunto de fútbol americano incluso llegó a participar de manera efímera en la Liga Mundial de Football en 1974 y 1975, y los equipos de baloncesto de la NCAA de Charlotte 49ers y Davidson Wildcats juegan anualmente el Trofeo Hornets' Nest.
Inmediatamente el equipo congregó gran popularidad cuando escogieron el verde azulado como su color primario. El diseño de sus camisetas revolucionó la moda deportiva de finales de los años 1980 y principios de los  90. Equipos como los San Jose Sharks, Florida Marlins y Jacksonville Jaguars pronto copiarían su popular color. Incluso Detroit Pistons cambió su tradicional rojo y blanco a mediados de los 90 para unirse a la moda del verde azulado. Vancouver Grizzlies también utilizó dichos colores en sus primeros años en la liga.
A pesar de las preocupaciones porque el pabellón Charlotte Coliseum fuera a ser demasiado grande, Shinn pensó que el apoyo de tantos años al baloncesto universitario fácilmente se trasladaría a los Hornets. La ciudad y la región se volcaron con el equipo, aumentando la venta de entradas de temporada de unas iniciales de 15.000 hasta 21.000. Las ventas de los Hornets estaban entre las más importantes del país; pues colgaron el cartel de "no hay entradas" en 358 partidos consecutivos, el equivalente a nueve temporadas seguidas.
Shinn contrató a Carl Scheer, ejecutivo de la NBA durante largo tiempo, como mánager general. Scheer decidió reunir a una lista de jugadores veteranos con el fin de formar un equipo competitivo lo más pronto posible, con vistas a alcanzar los playoffs en un periodo de cinco años. El antiguo técnico de baloncesto universitario y asistente veterano de la NBA Dick Harter fue el primer entrenador de los Hornets.

#### 1988-92: Inicios difíciles
En la temporada 1988-89, el equipo fue liderado por Kelly Tripucka, ex-alero de los Pistons, quien se convertiría en el máximo anotador del equipo en sus dos primeras campañas en la liga. Los Hornets también contaban con el novato tirador Rex Chapman, con el base Muggsy Bogues, el jugador de menor estatura en la historia de la liga, y con el veterano Kurt Rambis, campeón de la NBA con los Lakers anteriormente. En el primer partido en su historia, los Hornets recibieron un duro castigo cayendo ante Cleveland Cavaliers por 133-93. Tras la derrota, ganaron su primer partido con un 117-105 sobre Los Angeles Clippers. Típico de conjuntos en expansión, los Hornets finalizaron la temporada con un balance de 20 victorias y 62 derrotas y sin ganar más de dos partidos consecutivos. Promediaron 104,5 puntos a favor y 113 en contra, con Tripucka como máximo anotador de los Hornets con 22,6 puntos por partido y tres noches firmando 40 puntos o más. Rambis lideró al equipo en rebotes con 9,4 y el rookie Chapman promedió 16,9 puntos por encuentro y fue nombrado en el segundo mejor quinteto de rookies.
La temporada siguiente fue dura del principio hasta el final. Harter fue despedido en enero después de que los jugadores se rebelaran contra su estilo de juego orientado a la defensa y fue reemplazado por su asistente Gene Littles. Un récord de 3-31 desde enero hasta marzo hizo que los Hornets dieran por terminada la campaña con un 19-63.
En la temporada 1990-91, los Hornets seleccionaron en el draft a Kendall Gill, quien reforzó seriamente al equipo. Aun así, eran incapaces de meterse en playoffs y seguían siendo un equipo de lotería de draft, consiguiendo en este caso la primera elección del draft del año siguiente y ganando siete encuentros más que el anterior año. El caso positivo fue que los Hornets fueron los anfitriones del All-Star Game de 1991, celebrado en Charlotte. Johnny Newman, fichado como agente libre en verano, lideró a los Hornets en anotación con 16,9 puntos por partido, seguido de Chapman con 15,7. Al final de la temporada Littles fue despedido y el mánager general Allan Bristow ocupó su puesto.
Para la temporada 1991-92, los Hornets seleccionaron en el Draft de 1991 a Larry Johnson de la UNLV. Johnson impactó en la liga inmediatamente, finalizando entre los líderes de la liga en puntos (19,2 por noche) y rebotes (11,0), y consiguiendo el Rookie del Año. El 25 de enero de 1992, Newman anotó 41 puntos ante Indiana Pacers, por entonces récord anotador de la franquicia, y días después los Hornets consiguieron otro récord al anotar 132 puntos con un 62,4% en tiros de campo en la victoria por 132-115 ante Golden State Warriors. Semanas más tarde, Charlotte superó dicha marca en el 136-84 que le endosó a Philadelphia 76ers, siendo esos 52 puntos de diferencia el mayor margen de puntos en la historia de la franquicia. Gill lideró al equipo en anotación, con 20,5 por partido. Hasta el mes de marzo el equipo contó con aspiraciones para alcanzar un puesto en playoffs, logrando nueve victorias consecutivas pero perdiendo siete de los últimos ocho encuentros de la temporada incluyendo una racha de cinco partidos perdidos. Finalmente el equipo firmó un registro de 31 victorias y 51 derrotas.

#### 1992-99: Crecen los Hornets
En temporada 1992-93, los Hornets seleccionaron en el Draft de 1992 al pívot Alonzo Mourning de Georgetown. Los Hornets ahora tenían dos jugadores 20-10 (capaces de promediar 20 puntos y 10 rebotes en una temporada) con Johnson y Mourning, e incluyendo a Gill formaban uno de los mejores tríos de la liga. Johnson, que lideró la liga en minutos jugados con 3.323, promedió 22,1 puntos y 10,5 rebotes, siendo seleccionado como ala-pívot titular del Este en el All-Star Game de 1993. Mourning no se quedó atrás, firmando unos productivos 21 puntos y 10,3 rebotes por partido, y hubiese sido Rookie del Año de no haberse topado con Shaquille O'Neal de los Orlando Magic. Finalizaron quintos en el Este con un balance de 44-38, primera temporada ganadora en su historia, y debutaron en los playoffs. En ellos eliminaron en primera ronda a Boston Celtics con una canasta en la bocina de Mourning en el partido decisivo. Sin embargo, carecieron de la experiencia y la profundidad para derrotar a New York Knicks en Semifinales de Conferencia.
Tras la temporada, los Hornets firmaron a Johnson un contrato de 12 años a razón de 84 millones de dólares, convirtiéndose en el acuerdo más lucrativo en la historia de la liga. También consiguieron a Eddie Johnson, Dana Barros y Hersey Hawkins a cambio de Kendall Gill.
El siguiente año estuvo marcado por las lesiones de Johnson y Mourning. El primero se perdió 31 partidos tras lesionarse la espalda a finales de diciembre, cuando el equipo contaba con un récord de 16-12, mientras que el segundo estuvo en el dique seco la mayor parte de los meses de enero y febrero. Sin las dos estrellas, los Hornets firmaron un pobre bagaje (5-16), aunque tras su vuelta volvieron a alzar el vuelo con un 18-8 desde marzo hasta final de temporada regular. Los Hornets cerraron el telón con un 41-41, insuficiente para lograr la clasificación a playoffs. Bogues promedió 10,1 asistencias por partido, segundo en la liga, y Mourning fue seleccionado para disputar su primer All-Star Game a pesar de no poder jugarlo por lesión. Por su parte, Dell Curry ganó el premio al Mejor Sexto Hombre promediando 16,3 puntos por noche.
Charlotte regresó a los playoffs de la campaña 1994-95, logrando la primera temporada de 50 victorias y siendo eliminados por los Chicago Bulls de Michael Jordan. En verano de 1994, el veterano pívot Robert Parish, leyenda de los Celtics de la década de los 80, fichó por el equipo. Johnson volvió por sus fueros tras la temporada anterior castigado por las lesiones. En ésta, promedió 18,8 puntos y 7,2 rebotes, sin ser el hombre dominante en la pintura que fue, pero añadiendo un arma ofensiva más a su repertorio, el lanzamiento exterior; encestó 81 de los 210 triples que intentó durante la campaña. Junto a Mourning, jugó el All-Star Game de 1995.
En verano, Kendall Gill regresó al equipo a cambio de Hersey Hawkins y tres días más tarde los Hornets traspasaron a Mourning a Miami Heat por Glen Rice, el pívot Matt Geiger, el base Khalid Reeves y una elección de primera ronda de draft. En enero, Gill fue intercambiado una vez más, en esta ocasión a New Jersey Nets con Reeves por el base Kenny Anderson. Geiger lideró al equipo en rebotes empatado con Johnson, mientras que Johnson y Rice fueron las principales armas ofensivas del equipo, con Anderson controlando el juego dado la lesión del diminuto Bogues. A pesar de los cambios, los Hornets no lograron clasificarse para los playoffs de la temporada 1995-96. Bristow dejó el equipo al final de la misma y Dave Cowens se encargó de coger la batuta de los Hornets en el banquillo.

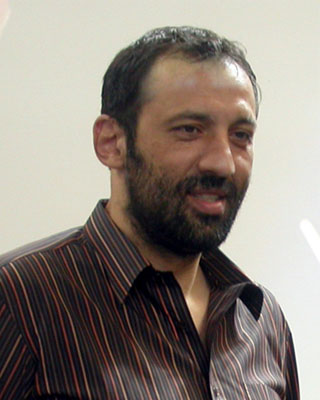
Vlade Divac fue el pívot titular del equipo desde 1996 hasta 1998.

Otro año, la pretemporada estuvo marcada por la cantidad de movimientos por parte de los Hornets; Anderson rechazó la renovar con el equipo, Johnson fue traspasado a New York Knicks por Anthony Mason y Brad Lohaus, y el recién drafteado Kobe Bryant fue enviado a Los Angeles Lakers por Vlade Divac. Los nuevos Hornets parecían ser aún mejores, con Divac y Geiger formando una de las mejores parejas de pívots de la liga, Mason promediando un doble-doble y siendo nombrado en el tercer mejor quinteto de la liga, Bogues regresando de la lesión, Rice teniendo la mejor temporada de su carrera finalizando tercero en anotación de la liga con 26,8 puntos por partido, liderando la liga en triples (47,1%) y siendo incluido en el segundo mejor quinteto de la temporada. Además, Rice ganó el MVP del All-Star, rompiendo varios récords de anotación como el de más puntos en un cuarto (20) y en una parte (24) para finalizar con 26. El equipo logró 54 victorias en la liga regular, récord de la franquicia y regresó a la postemporada, aunque fueron barridos por New York Knicks en primera ronda.
La 1997-98 fue también una campaña exitosa. El equipo firmó como agentes libre a los bases David Wesley y Bobby Phills. Bogues, un hornet desde la creación de la franquicia, fue traspasado a Golden State Warriors, dejando a Curry como el único hornet original en el equipo. Con Wesley, Phills, Rice, Mason y Divac, los Hornets no tuvieron problemas para clasificarse a los playoffs con 51 victorias y con Rice finalizando sexto en anotación en la liga, apareciendo por tercera vez consecutiva en el All-Star Game y siendo nombrado en el segundo mejor quinteto de la temporada. Por segunda vez en su historia, los Hornets llegaron a Semifinales de Conferencia, siendo eliminados de nuevo por Chicago Bulls por 4-1 tras eliminar previamente a Atlanta Hawks en primera ronda.
En la 1998-99, Divac firmó con Sacramento Kings como agente libre y Geiger fichó por los 76ers. Además, Mason se rompió el bíceps derecho el 1 de febrero de 1999 y se tuvo que perder el resto de temporada, mientras que en el mes siguiente un lesionado Rice fue traspasado a los Lakers a cambio de Eddie Jones y Elden Campbell. Derrick Coleman, fichado en pretemporada vía agente libre, promedió 13,1 puntos y 8,9 rebotes por encuentro. Como consecuencia de tantos movimientos en la plantilla, los Hornets no alcanzaron los playoffs. A mitad de temporada, Cowens fue despedido y sustituido por Paul Silas, excompañero suyo en los Celtics en su época de jugador.

#### 1999-02: Final de una era

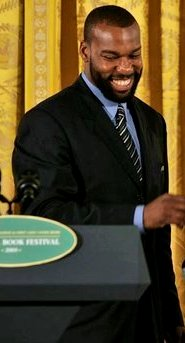
Baron Davis fue seleccionado por los Hornets en el Draft de 1999.

En 1999-00 se volvió a la prominencia con la elección en el Draft de 1999 del base Baron Davis. Wesley, Jones, Mason, Coleman y Campbell fue el equipo titular durante la mayor parte del curso, con los jóvenes Davis, Brad Miller y Eddie Robinson aportando desde el banquillo, pero la desgracia llegó al equipo cuando el 12 de enero de 2000 Bobby Phills fallecía en un accidente de tráfico. Su dorsal #13 fue retirado el 9 de febrero. Los Hornets volvieron a los playoffs, donde sucumbieron con Philadelphia 76ers. Jones lideró la liga en robos de balón, pero en verano, él y Mason fueron traspasados a los Heat por Jamal Mashburn y P.J. Brown. 
La temporada, sin embargo, fue eclipsada por acontecimientos ocurridos fuera de las canchas. La popularidad del equipo había comenzado a descender debido al descontento con los movimientos de Shinn; según se informó traspasó a Mourning y a otras estrellas al no estar dispuesto a pagarles su valor real de mercado. Michael Jordan, nativo de Carolina del Norte, comenzó las negociaciones para convertirse en copropietario, pero las conversaciones se rompieron cuando Shinn rechazó conceder el total control de las operaciones de baloncesto a Jordan. Pero el suceso que más titulares recibió fue la demanda de una mujer a Shinn por violación en 1997. Aunque no se demostró su culpabilidad, su reputación en la ciudad cayó en picado. 
En el apartado deportivo, fue una de las temporadas más exitosas de los Hornets. Con la alineación titular; Davis, Wesley, Mashburn, Brown y Campbell, se llegó un año más a playoffs. Mashburn promedió 20,1 puntos y 7,6 rebotes, Davis lideró al equipo en asistencias con 7,3 por partido y Brown hizo lo propio en el apartado reboteador con 9,3 por noche. Además, Wesley jugó los 82 partidos de la temporada regular y el rookie canadiense Jamaal Magloire cumplió con su rol de pívot suplente. En postemporada, los Hornets barrieron a los Heat en primera ronda y cayeron en siete partidos con Milwaukee Bucks en Semifinales de Conferencia.
En la siguiente temporada, Mashburn se tuvo que perder los playoffs y 42 partidos durante la temporada regular. Además, George Lynch, la pieza clave del traspaso que envió a Coleman a los 76ers en octubre, llegó al equipo lesionado por desconocimiento de los propios Hornets, que ignoraban su lesión antes de completarse el intercambio. Con Mashburn de baja, Davis cogió los galones del equipo y le guio a los playoffs, siendo previamente seleccionado para disputar el All-Star Game de 2002. Mashburn regresó a las canchas el 19 de febrero, y desde el 14 de marzo al 27 de marzo lideró a los Hornets a una racha de siete victorias consecutivas y fue incluso nombrado mejor jugador del mes de marzo tras promediar 21,7 puntos, 6,5 rebotes y 3,9 asistencias. Fue el primer jugador de la franquicia en ganar dicho premio desde Rice en febrero de 1997.
Con Mashburn en liza, los Hornets eran favoritos a todo, pero a los 10 minutos del primer partido de playoffs tuvo que retirarse de la pista por una enfermedad viral, no siendo visto de nuevo en todo el resto de la temporada. Posteriormente se le diagnosticó anemia, una deficiencia de vitamina B12 y vértigo posicional, todo culpa del virus. Como ocurrió en la temporada regular, Davis se echó el equipo a las espaldas en playoffs y los Hornets eliminaron a Orlando Magic por 3-1 en primera ronda. El base promedió 25 puntos, 9 rebotes y 9,3 asistencias, incluyendo dos triples-dobles consecutivos en el tercer y cuarto encuentro de la serie, y convirtiéndose en el quinto jugador en la historia de los playoffs en firmar triples-dobles de manera consecutiva (Magic Johnson, Wilt Chamberlain, John Havlicek y Oscar Robertson son los demás). En Semifinales de Conferencia, cayeron ante los New Jersey Nets de Jason Kidd en cinco partidos y dieron por finalizada una etapa de 14 años del equipo en Charlotte.

#### Los Hornets abandonan Charlotte
Mientras que los Hornets continuaban con un equipo competitivo, la asistencia del público al pabellón descendió dramáticamente, en gran parte por Shinn. En la mayor parte de principios del siglo XXI, los Hornets estuvieron clasificados entre las últimas posiciones en asistencia, un gran contraste en relación con sus primeros años en la liga.
Shinn cada vez estaba más descontento con el Charlotte Coliseum, y dio un ultimátum a la ciudad para que construyeran un nuevo pabellón, con la amenaza de que los Hornets se mudarían a otra ciudad en caso contrario. Charlotte en principio se negó, obligando a Shinn en pensar en el traslado a Norfolk, Louisville, St. Louis o Memphis. Debía trasladarse a alguna de las cuatro ciudades, y solo St. Louis contaba con un mercado de medios de comunicación más grande que Charlotte por entonces.
Finalmente, un nuevo pabellón en el centro de la ciudad (el que finalmente se convertiría en el Charlotte Bobcats Arena, actualmente conocido como el Time Warner Cable Arena) fue previsto para su construcción y Shinn retiró su solicitud de trasladar la franquicia.

### Charlotte Bobcats
Cuando los Charlotte Hornets se trasladaron a Nueva Orleans para la temporada 2002-2003, la ciudad y la NBA estuvieron de acuerdo en crear un nuevo equipo en Charlotte para la temporada 2004-2005. Varios grupos de propietarios, incluido uno liderado por la ex-estrella de los Boston Celtics Larry Bird, pujaron por el equipo. Al final, fue el grupo Black Entertainment Television, fundado por Robert L. Johnson, el que se llevó el gato al agua. Johnson es uno de los primeros destacados propietarios de equipos afro-americano. En junio de 2006 se anunció que la estrella de los Chicago Bulls Michael Jordan se convertía en el segundo mayor accionista de la franquicia. Otro destacado accionista del equipo es el rapero Nelly.
El nombre de los Bobcats fue votado sobre otras posibles elecciones, que incluían nombres como los Charlotte Dragons o los Charlotte Flight, el cual ganó la votación popular gracias a la fama local de los Hermanos Wright. A pesar de ello, su propietario, Bob Johnson, se decidió por su animal favorito, el "bobcat" (lince rojo). Este animal es un depredador que habita en el área de Carolina del Norte. Además, tiene relación con el nombre de la franquicia de fútbol americano del estado, los Carolina Panthers. Curiosamente el servicio de transporte de la ciudad recibe el nombre de CATS ("Charlotte Area Transit System").

#### 2004-09: Los primeros años
Bajo la batuta de Bernie Bickerstaff, mánager y entrenador del equipo, los primeros pasos en la NBA de los Bobcats tuvieron lugar con la celebración de su draft de expansión, el 22 de junio de 2004, donde la franquicia podía incorporar a diversos jugadores de otras franquicias, a razón de uno por franquicia como máximo, que éstas habían declarado elegibles. Renunciando a incorporar jugadores de contratos largos y costosos, los Bobcats procedieron a seleccionar jugadores jóvenes, algunos de ellos con un talento que no había sido aprovechado suficientemente sus anteriores equipos, como el alero de los Sacramento Kings Gerald Wallace y el pivot de Indiana Pacers Primoz Brezec; o el ganador del concurso de triples del All-Star Weekend de 2007, Jason Kapono. Algunos de ellos, como Sasha Pavlovic y Zaza Pachulia, pronto serían traspasados a otros equipos. Posteriormente, en el Draft de 2004, se harían con los servicios de Emeka Okafor, que ganó el premio de Rookie del año en 2005. Traspasos posteriores permitieron generar un equipo sólido, alrededor de Okafor, Brezec, Wallace, Brevin Knight, Kareem Rush, Jason Hart, Keith Bogans o el veterano Steve Smith, pero el equipo no logró superar las 18 victorias, ni la cuarta posición de su división.

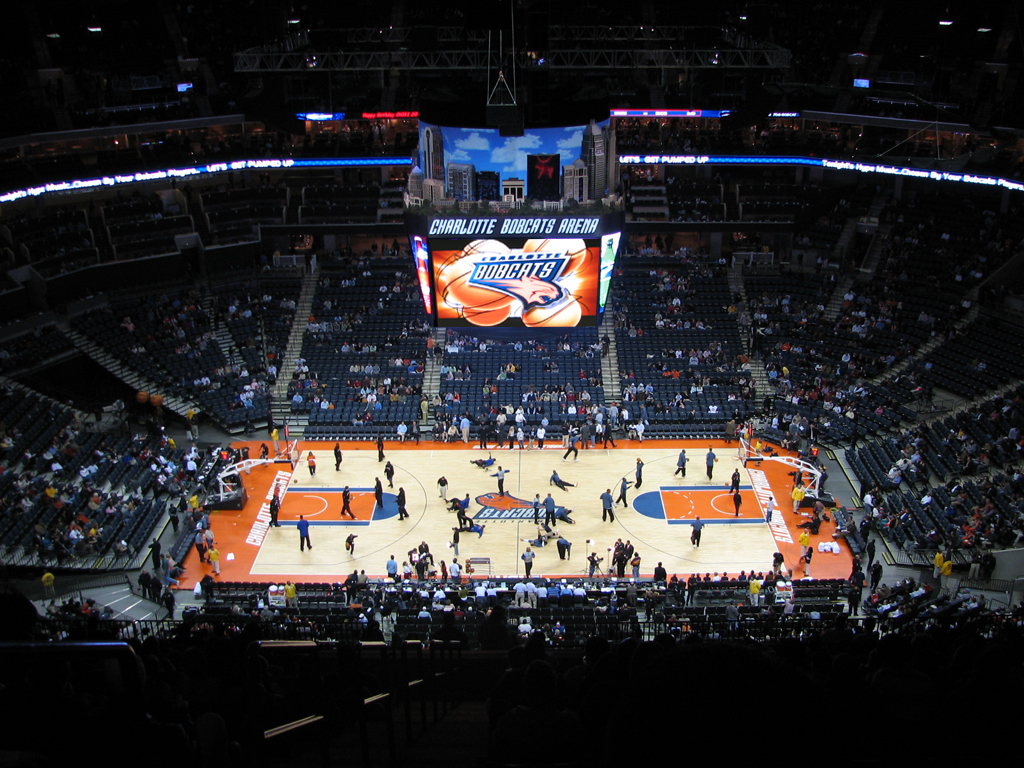
Time Warner Cable Arena, pabellón de los Hornets.

El primer partido de su historia lo disputaron el 4 de noviembre de 2004 contra los Washington Wizards, perdiendo 103-96. Pero no tardaron en dar la primera alegría a sus fanes, al conseguir su primera victoria dos días después, contra Orlando Magic, por 111-100. Tras perder los 7 partidos posteriores consiguieron batir al entonces vigente campeón, los Detroit Pistons, y pocos días después consiguieron una victoria muy significativa para sus seguidores, ya que batieron a New Orleans Hornets en la prórroga en su primera visita a la ciudad que se había llevado su anterior equipo.
En el Draft de 2005, Charlotte logró obtener a Raymond Felton y Sean May y en la temporada siguiente, incorporar al jugador Jumaine Jones, con los que alcanzaría en 2006 las 26 victorias y la quinta plaza de su división. Gerald Wallace lideró en anotación al equipo, mientras que Okafor se perdió dos terceras partes de la temporada por lesión. También volvieron a destacar los ya afianzados Knight, Brezec y Rush.
Una nueva elección alta en el Draft les permitió contar para la temporada 2006-2007 con Adam Morrison, elegido en tercera posición. Nuevamente Wallace ha liderado al equipo en anotación, seguido de cerca por Okafor. En esta temporada se ha incrementado el papel de los jóvenes respecto a los veteranos, con la importante presencia en pista de Felton y Morrison, pero con las constantes contribuciones de Matt Carroll o Brezec. Sin embargo a pesar de la mejoría la franquicia sigue relegada a las últimas posiciones de la liga, lo que les asegura al menos una nueva elección alta en el Draft de 2007 y la necesidad de marcar un rumbo más dinámico ya a la franquicia.
Con el número 8 del 2007 los Bobcats escogieron a Brandan Wright, ala-pívot de North Carolina, e inmediatamente lo mandaron a Golden State Warriors a cambio del escolta Jason Richardson, estrella ya consolidada de la liga.Sin embargo, los Bobcats, con Sam Vincent de nuevo entrenador, no encontraron su juego entre las lesiones de Morrison y May para toda la temporada, la irregularidad del equipo y el estancamiento de Okafor. Terminaron con un decepcionante 32-50 y enfrentándose a la renovación de Okafor, al que acabarían pagando 72 millones por seis años.
En el draft de 2008, los Charlotte escogieron con el número 9 a D.J. Augustin, base de la universidad de Texas, y con el número 20 al francés Alexis Ajinça. También se hizo oficial la contratación de Larry Brown, considerado uno de los mejores entrenadores de la historia, como nuevo entrenador. Empezada la temporada, Larry dejó su sello al enviar a Jason Richardson junto a Jared Dudley y una segunda ronda del draft a Phoenix Suns a cambio de Boris Diaw, Raja Bell y el joven base Sean Singletary.
Estas incorporaciones fueron buenas para el equipo ya que encajaban perfectamente con la filosofía defensiva del entrenador; sin embargo, no contento con esto, Michael Jordan enviaba a Matt Carroll y Ryan Hollins a Dallas a cambio de DeSagana Diop.
Los Bobcats terminaron la temporada dejando muy buenas sensaciones, batiendo el récord de victorias de la franquicia y quedándose a un paso de los playoffs. Sin embargo la franquicia de North Carolina afrontaba un verano movidito toda vez que su base titular, Raymond Felton, quedaba como agente libre, y los contratos de Radmanovic y Mohammed pesaban como una losa salarial.

#### 2009-10: Primera aparición en Playoffs y llegada de Michael Jordan

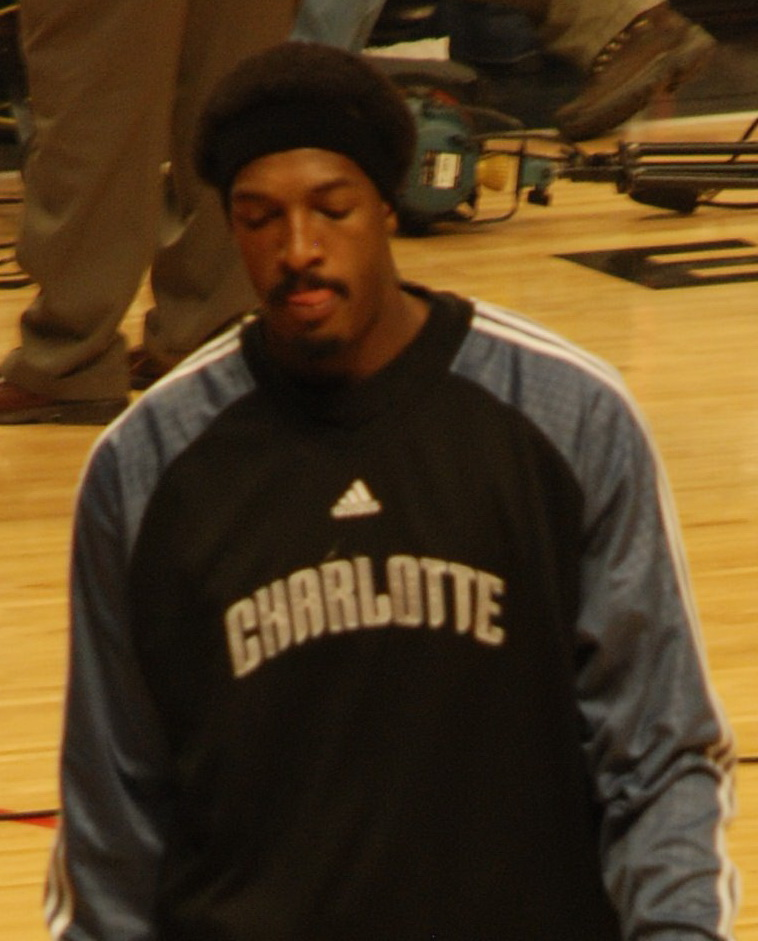
Gerald Wallace, primer jugador All-Star en la historia de los Bobcats.

En el draft de 2009, los Bobcats cogían a Gerald Henderson. En verano, los Bobcats traspasaban a Emeka Okafor a New Orleans Hornets por Tyson Chandler. Así mismo, también desembarcaban Stephen Jackson y Acie Law por Vladimir Radmanović y Raja Bell. En abril de 2010, se confirmaba la venta del equipo al considerado mejor jugador de la historia del baloncesto, Michael Jordan.
Los Bobcats terminaban la temporada con un 44-38, accediendo por primera vez en su existencia a los playoffs, con Gerald Wallace como principal estrella y como el primer jugador de la historia de los Bobcats en acudir al All-Star. El equipo de Charlotte fue eliminado en primera ronda por los Orlando Magic por un contundente 4-0.
La temporada 2010-11 comenzaba de manera esperanzadora, con una victoria contra Phoenix Suns y con Stephen Jackson firmando el primer triple-doble de la historia de la franquicia. Pero para diciembre de 2010, los Bobcats ya iban 9-19. Michael Jordan anunció que Larry Brown no continuaría siendo el entrenador del equipo, siendo reemplazado por Paul Silas. En febrero de 2011, los Bobcats traspasaron a Gerald Wallace a Portland Trail Blazers a cambio de dos primeras rondas de draft, Joel Przybilla, Sean Marks y Dante Cunningham. Así mismo, enviaron al veterano pívot Nazr Mohammed a Oklahoma City Thunder por D.J. White y Morris Peterson. Sin embargo, las continuas lesiones de Wallace y Tyrus Thomas lastraron mucho al equipo, que acabó con un global de 34-48.

#### 2011-12: El peor balance de la historia de la NBA
Para la temporada 2011-12, los Bobcats contrataron a Rich Cho, ex-mánager de los Blazers y traspasaron a Stephen Jackson y Shaun Livingston a Milwaukee Bucks a cambio de Corey Maggette. También obtuvieron jugadores del draft y libres como Kemba Walker, Bismack Biyombo, Byron Mullens, Reggie Williams o Derrick Brown. Para abril de 2012, los Bobcats ya llevaban un parcial de 7-54 y una derrota contra Minnesota Timberwolves les hacía no acudir a playoffs matemáticamente. Asimismo, estaban a poco de convertirse en el equipo con peor porcentaje de victorias de la historia de la liga. Finalmente, el cuadro de Charlotte finalizó la temporada con el peor porcentaje de la liga tras caer 104-84 ante los New York Knicks, terminando la temporada con un global de 7-59 en la temporada.

#### 2012-14: Últimos años como Bobcats
A pesar de tener las mejores probabilidades de ganar la lotería del draft, los Bobcats no obtuvieron el primer puesto del draft. En el draft de 2012 de la NBA, los Bobcats seleccionaron a  Michael Kidd-Gilchrist en el segundo puesto de draft. Ellos también seleccionaron Jeffery Taylor en el trigésimo primer puesto. Añadieron a Ben Gordon, Ramon Sessions y Brendan Haywood  y perdieron al mexicano Eduardo Nájera, retirado y a D.J. Augustin, Corey Maggette y Jamario Moon. El primer partido fue contra los Indiana Pacers, ganaron el juego 90-89 en un acalorado combate de última hora. El 13 de noviembre de 2012, los Bobcats intercambiaron a Matt Carroll de los New Orleans Hornets por el ala-pívot Hakim Warrick. Después de un sorprendente 7-5 comienzos de temporada en el que 6 de las 7 victorias fueron por 4 puntos o menos, el equipo se sumió en una racha de 18 derrotas consecutivas. Tras esa tremenda caída los Bobcats no pudieron recuperarse, terminando la temporada 21-61. El 23 de abril de 2013, Mike Dunlap fue despedido por la dirección de los Bobcats. Dunlap sería reemplazado por el ex-asistente de Los Angeles Lakers Steve Clifford.

### Los nuevos Charlotte Hornets
El 21 de mayo de 2013, el dueño de los Bobcats, Michael Jordan anunció oficialmente que la organización había presentado una solicitud para cambiar el nombre de la franquicia a los Hornets de Charlotte para la temporada 2014-15 de la NBA, y que se encontraban en espera de la mayoría de votos por parte de la Junta de Gobernadores de la NBA en una reunión en Las Vegas, Nevada, el 18 de julio de 2013. El Comisionado Adjunto de la NBA y COO Adam Silver había dicho previamente que tomaría unos 18 meses que el equipo cambiase su nombre, pero señaló el hecho de que la liga es propietaria de los derechos sobre el nombre Hornets y que, por tanto, podrían acelerar el proceso. Los New Orleans Hornets habían cambiado su nombre recientemente a los New Orleans Pelicans para la temporada 2013-14 de la NBA, renunciando así a la propiedad del nombre.
[actualizar]
En el draft de 2020, eligen en tercera posición a LaMelo Ball. Durante la temporada 2020-21, el equipo se hizo con Gordon Hayward, y terminó con un balance de 33-39, en décima posición de su conferencia. Dicha posición le permitió disputar la eliminatoria 'Play-In', donde perdió ante Indiana, perdiéndose los playoffs por tercer año consecutivo.
De cara a la temporada 2021-22 se actualiza con las salidas de Malik Monk y Devonte' Graham y llegadas de Kelly Oubre Jr. y Mason Plumlee. Termina la temporada regular con un balance de 43-39, décimo de su conferencia y clasificándose para Play-In, donde caerían eliminados ante Atlanta, quedando fuera de playoffs por sexto año consecutivo.
Para la 2022-23 no hubo cambios significativos en la plantilla, solo fueron descartados Miles Bridges y Montrezl Harrell. El equipo finalizó decimocuarto de su conferencia perdiéndose los playoffs por séptimo año consecutivo, la racha más larga en ese momento en la NBA. Al término de la temporada se anunció la venta de las participaciones de Michael Jordan como accionista mayoritario, dejando de ser formalmente el propietario del equipo.
En julio de 2023, tras 13 años con Michael Jordan como accionista mayoritario y propietario del equipo, la junta de gobernadores de la NBA aprobó la venta de la franquicia por unos $3.000 millones, a un grupo liderado por Rick Schnall y Gabe Plotkin

## Trayectoria
Nota: G: Partidos ganados P:Partidos perdidos %:porcentaje de victorias
| Temporada         | G    | P    | %    | Playoffs                                      | Resultados                                       |
| ----------------- | ---- | ---- | ---- | --------------------------------------------- | ------------------------------------------------ |
| Charlotte Hornets |      |      |      |                                               |                                                  |
| 1988-89           | 20   | 62   | .244 |                                               |                                                  |
| 1989-90           | 19   | 63   | .232 |                                               |                                                  |
| 1990-91           | 26   | 56   | .317 |                                               |                                                  |
| 1991-92           | 31   | 51   | .378 |                                               |                                                  |
| 1992-93           | 44   | 38   | .537 | Gana 1.ª Ronda Pierde Semifinales Conferencia | Charlotte 3, Boston 1 New York 4, Charlotte 1    |
| 1993-94           | 41   | 41   | .500 |                                               |                                                  |
| 1994-95           | 50   | 32   | .610 | Pierde 1.ª Ronda                              | Chicago 3, Charlotte 1                           |
| 1995-96           | 41   | 41   | .500 |                                               |                                                  |
| 1996-97           | 54   | 28   | .659 | Pierde 1.ª Ronda                              | New York 3, Charlotte 0                          |
| 1997-98           | 51   | 31   | .622 | Gana 1.ª Ronda Pierde Semifinales Conferencia | Charlotte 3, Atlanta 1 Chicago 4, Charlotte 1    |
| 1998-99           | 26   | 24   | .500 |                                               |                                                  |
| 1999-2000         | 49   | 33   | .598 | Pierde 1.ª Ronda                              | Philadelphia 3, Charlotte 1                      |
| 2000-01           | 46   | 36   | .561 | Gana 1.ª Ronda Pierde Semifinales Conferencia | Charlotte 3, Miami 0 Milwaukee 4, Charlotte 3    |
| 2001-02           | 44   | 38   | .537 | Gana 1.ª Ronda Pierde Semifinales Conferencia | Charlotte 3, Orlando 1 New Jersey 4, Charlotte 1 |
| Charlotte Bobcats |      |      |      |                                               |                                                  |
| 2004-05           | 18   | 64   | .220 |                                               |                                                  |
| 2005-06           | 26   | 56   | .317 |                                               |                                                  |
| 2006-07           | 33   | 49   | .402 |                                               |                                                  |
| 2007-08           | 32   | 50   | .390 |                                               |                                                  |
| 2008-09           | 35   | 47   | .427 |                                               |                                                  |
| 2009-10           | 44   | 38   | .537 | Pierde 1.ª Ronda                              | Orlando 4, Charlotte 0                           |
| 2010-11           | 34   | 48   | .415 |                                               |                                                  |
| 2011-12           | 7    | 59   | .106 |                                               |                                                  |
| 2012-13           | 21   | 61   | .256 |                                               |                                                  |
| 2013-14           | 43   | 39   | .524 | Pierde 1.ª Ronda                              | Miami 4, Charlotte 0                             |
| Charlotte Hornets |      |      |      |                                               |                                                  |
| 2014-15           | 33   | 49   | .402 |                                               |                                                  |
| 2015-16           | 48   | 34   | .585 | Pierde 1.ª Ronda                              | Miami 4, Charlotte 3                             |
| 2016-17           | 36   | 46   | .439 |                                               |                                                  |
| 2017-18           | 36   | 46   | .439 |                                               |                                                  |
| 2018-19           | 39   | 43   | .476 |                                               |                                                  |
| 2019-20           | 23   | 42   | .354 |                                               |                                                  |
| 2020-21           | 33   | 39   | .458 |                                               |                                                  |
| 2021-22           | 43   | 39   | .524 |                                               |                                                  |
| 2022-23           | 27   | 55   | .524 |                                               |                                                  |
| 2023-24           | 21   | 61   | .256 |                                               |                                                  |
| 2024-25           | 19   | 63   | .256 |                                               |                                                  |
| Totales           | 1193 | 1602 | .427 |                                               |                                                  |
| Playoffs          | 23   | 40   | .365 |                                               |                                                  |

## Jugadores notables

### Miembros delBasketball Hall of Fame
Los Hornets tienen un total de cuatro miembros del Basketball Hall of Fame: dos jugadores y dos entrenadores.

#### Jugadores
- Robert Parish
- Alonzo Mourning
- Larry Johnson
- Muggsy Bogues
- Glen Rice
- Vlade Divac

#### Entrenadores
- Dave Cowens
- Larry Brown

### Números retirados
- 13 - Bobby Phills

## Entrenadores
| Charlotte Hornets |                    |               |     |     |     |      |    |    |    |      |  |        |
| 1                 | Dick Harter*       | 1988–1990     | 122 | 28  | 94  | .230 | 0  | 0  | 0  | —    |  | [ 33 ] |
| 2                 | Gene Littles       | 1990–1991     | 124 | 37  | 87  | .298 | 0  | 0  | 0  | —    |  | [ 34 ] |
| 3                 | Allan Bristow*     | 1991–1996     | 410 | 207 | 203 | .505 | 13 | 5  | 8  | .385 |  | [ 35 ] |
| 4                 | Dave Cowens        | 1996–1999     | 179 | 109 | 70  | .609 | 12 | 4  | 8  | .333 |  | [ 36 ] |
| 5                 | Paul Silas         | 1999–2002     | 281 | 161 | 120 | .573 | 23 | 11 | 12 | .478 |  | [ 37 ] |
| Charlotte Bobcats |                    |               |     |     |     |      |    |    |    |      |  |        |
| 6                 | Bernie Bickerstaff | 2004–2007     | 246 | 77  | 169 | .313 | 0  | 0  | 0  | —    |  | [ 38 ] |
| 7                 | Sam Vincent*       | 2007-2008     | 82  | 32  | 50  | .390 | 0  | 0  | 0  | —    |  | [ 39 ] |
| 8                 | Larry Brown†       | 2008–2010     | 192 | 88  | 104 | .458 | 4  | 0  | 4  | .000 |  | [ 40 ] |
| —                 | Paul Silas         | 2010–2012     | 120 | 32  | 88  | .267 | 0  | 0  | 0  | —    |  |        |
| 9                 | Mike Dunlap*       | 2012–2013     | 82  | 21  | 61  | .256 | 0  | 0  | 0  | —    |  | [ 41 ] |
| 10                | Steve Clifford*    | 2013-2014     | 82  | 43  | 39  | .524 | 4  | 0  | 4  | .000 |  | [ 42 ] |
| Charlotte Hornets |                    |               |     |     |     |      |    |    |    |      |  |        |
| —                 | Steve Clifford*    | 2014–2018     | 328 | 153 | 175 | .466 | 7  | 3  | 4  | .429 |  | [ 42 ] |
| 11                | James Borrego      | 2018–2022     | 301 | 138 | 163 | .458 | —  | —  | —  | —    |  | [ 43 ] |
| —                 | Steve Clifford     | 2022–2024     | 164 | 48  | 116 | .293 | —  | —  | —  | —    |  | [ 42 ] |
| 12                | Charles Lee        | 2024–presente | 82  | 19  | 63  | .232 | —  | —  | —  | —    |  | [ 44 ] |

## Gestión

### General Managers
| GM                 | Periodo   |
| ------------------ | --------- |
| Carl Scheer        | 1987–1990 |
| Gene Littles       | 1990      |
| Allan Bristow      | 1990–1991 |
| Dave Twardzik      | 1991–1995 |
| Bob Bass           | 1995–2002 |
| Bernie Bickerstaff | 2003–2007 |
| Rod Higgins        | 2007–2011 |
| Rich Cho           | 2011–2018 |
| Mitch Kupchak      | 2018–2024 |

## Premios
| Rookie del Año - Larry Johnson – 1992 - Emeka Okafor – 2005 - LaMelo Ball - 2021 Mejor quinteto de rookies de la NBA - Kendall Gill – 1991 - Larry Johnson – 1992 - Alonzo Mourning – 1993 - Emeka Okafor – 2005 - LaMelo Ball - 2021 - Brandon Miller - 2024 2º Mejor quinteto de rookies de la NBA - Rex Chapman – 1989 - J. R. Reid – 1990 - Raymond Felton – 2006 - Adam Morrison – 2007 - Walter Herrmann – 2007 - D. J. Augustin – 2009 - Michael Kidd-Gilchrist – 2013 - Cody Zeller – 2014 | Segundo Mejor Quinteto de la Temporada - Larry Johnson – 1993 - Glen Rice – 1997 Tercer Mejor Quinteto de la Temporada - Anthony Mason – 1997 - Glen Rice – 1998 - Eddie Jones – 2000 - Al Jefferson – 2014 Mejor Quinteto Defensivo - Gerald Wallace – 2010 Segundo Mejor Quinteto Defensivo - Anthony Mason – 1997 - Eddie Jones – 1999, 2000 - P. J. Brown – 2001 | NBA All-Star - Larry Johnson – 1993, 1995 - Alonzo Mourning – 1994, 1995 - Glen Rice – 1996–1998 - Eddie Jones – 2000 - Baron Davis – 2002 - Gerald Wallace – 2010 - LaMelo Ball - 2022 MVP del All-Star Game - Glen Rice – 1997 Mejor Sexto Hombre - Dell Curry – 1994 Ejecutivo del Año - Bob Bass – 1997 |